# August Gaul
August Gaul (teljes nevén: Georg August Gaul) (Großauheim,  1869. október 22. – Berlin 1921. október 18.) német szobrász és éremművész. Állatszobraival aratott nagy sikereket. Számos berlini és vidéki díszkút megalkotása fűződik a nevéhez.

## Életpályája
Philipp Gaul (1840–1910) és felesége,  Katharina (1838–1882) gyermeke volt. 1897—98. Tuaillonnal együtt dolgozott Rómában. A berlini Secession 1894-es kiállításán tűnt fel egy szaladó struccot és egy nőstényoroszlánt ábrázoló szobrával. Általában állatokat mintázott nagyobb arányú szobrokban, domborművekben és kisplasztikában egyaránt. Stílusa eleinte naturalisztikus volt, később összefoglaló, stilizált formákra törekedett. Fordulópontot jelentett ebben a tekintetben római kecskéket ábrázoló reliefje a drezdai Albertinumban. Ugyanott található Párducpár című csoportja. Berlin-Charlottenburgi Kaszás kútja népszerűségre emelkedett. Legismertebb munkája a berlini Wertheim-áruház előcsarnokában lévő Medvés kútja. 

## Képgaléria

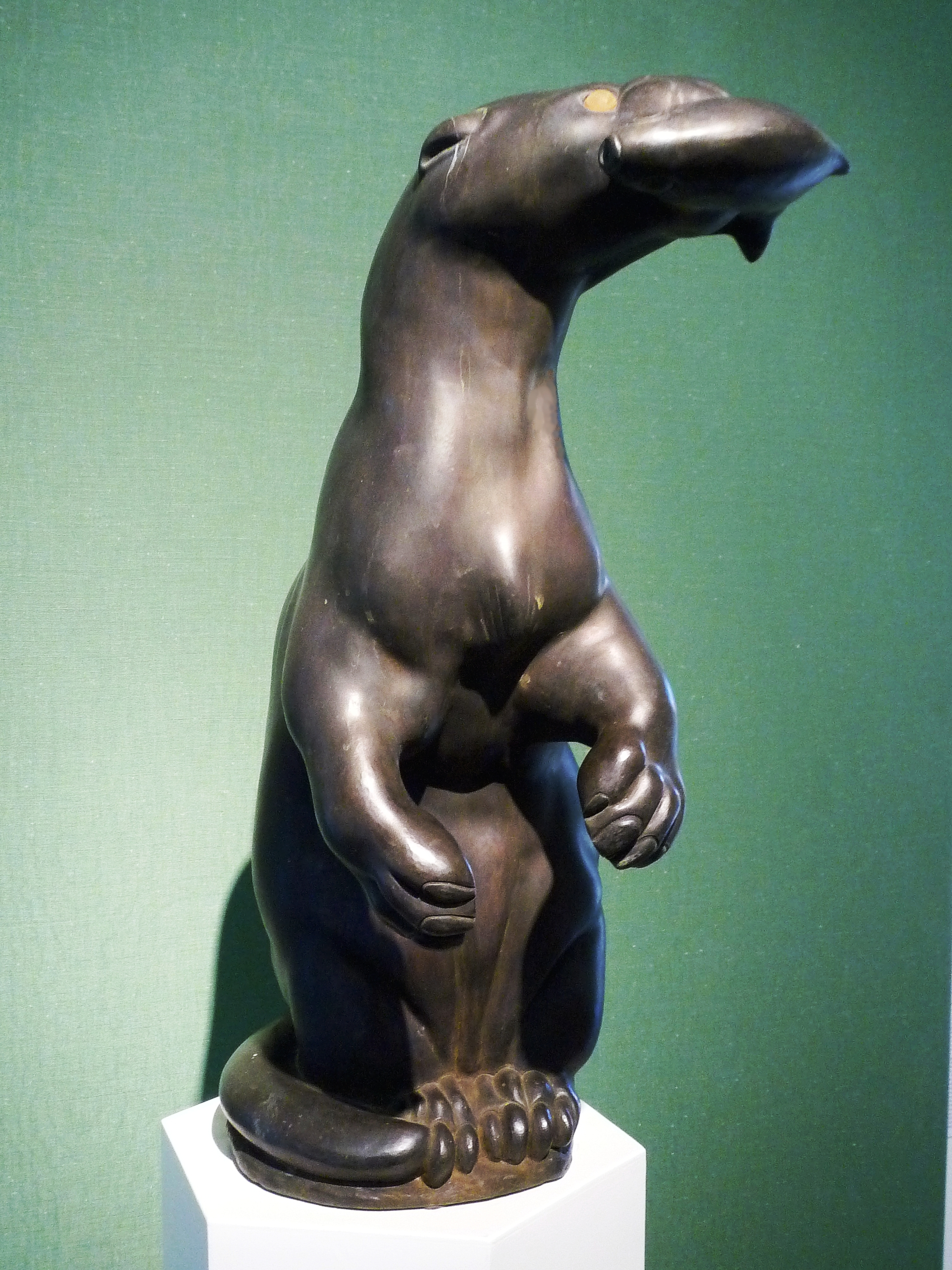
Vidra (1897), Berlin
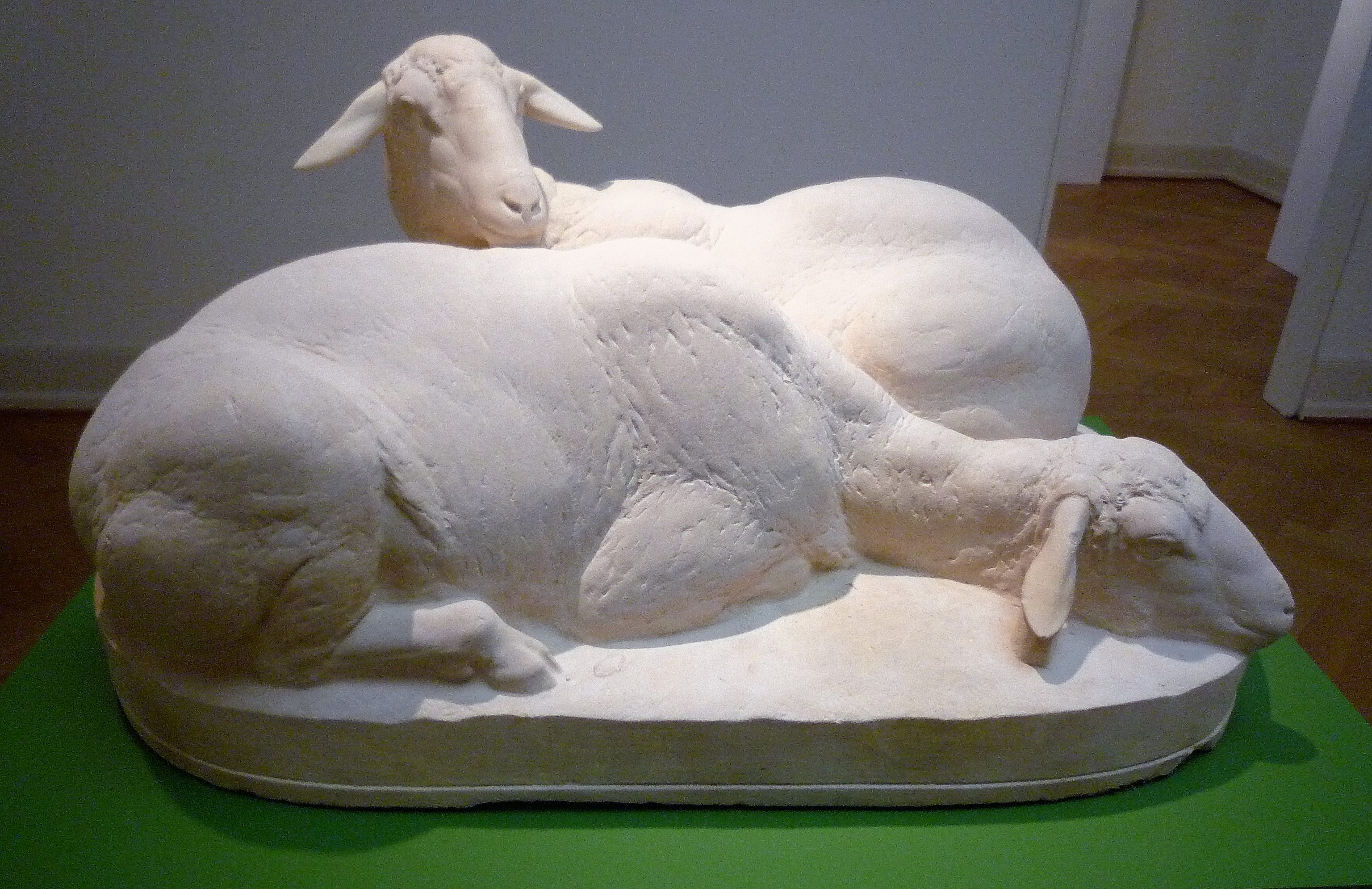
Juhok (1901), Berlin
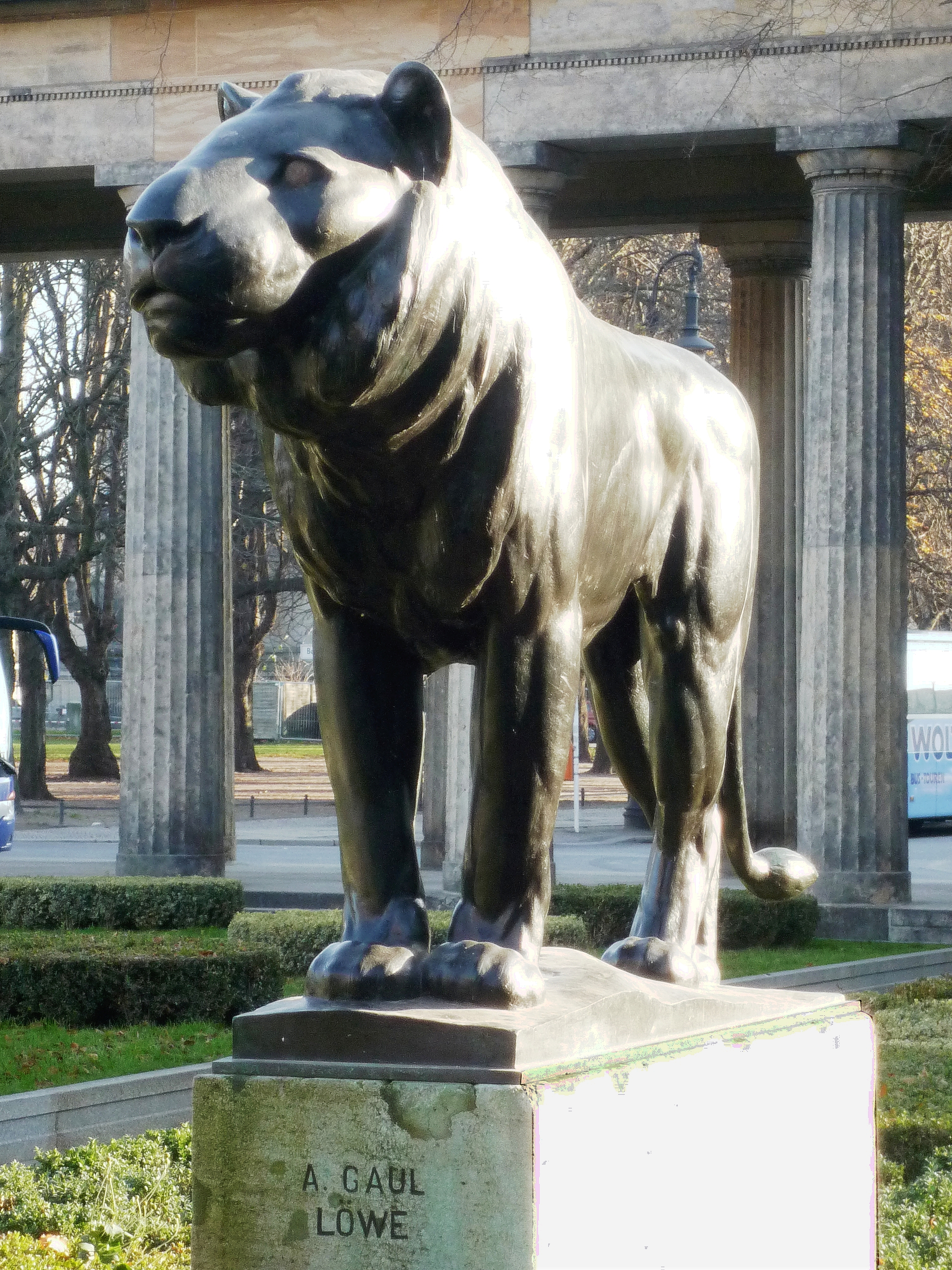
Oroszlán (1904), Berlin, Alte Nationalgalerie

## August-Gaul-Plakette
Emlékezetére alapították az August Gaul-emlékérmet. 

## Műveinek újabb kiállításai
- 2009: Der Tierbildhauer August Gaul. Georg-Kolbe-Museum, Berlin
- 2010/2011: August Gaul – Fritz Klimsch. Museum Giersch, Frankfurt am Main
- 2011: Das Schicksal der Skulptur: August Gaul (1869–1921). Kleiner Tierpark. Museum Georg Schäfer, Schweinfurt
- 2011: August Gaul – Die Sammlung Alfons und Marianne Kottmann. Historisches Museum Hanau, Schloss Philippsruhe, Hanau
- 2011–2012: Liebermann-Villa, Berlin-Wannsee
- 2014–2015: August Gaul und Martin Lauterburg. Kunstmuseum Bern
- 2019–2020: August Gaul – Weil es mich freut. Museum Großauheim[14]